# Johannes Boye (Politiker)
Johannes Christian Gottfried Boye (* 7. November 1840 in Schönberg (Mecklenburg); † 7. September 1905 in Lübeck) war ein deutscher Kaufmann und Politiker.
Johannes Boye war Kaufmann in Lübeck und von zumindest 1901 bis zu seinem Tode Mitglied der Lübecker Bürgerschaft, einem der kleineren der deutschen Landesparlamente. Für seine Heimatstadt Schönberg errichtete er die Johannes-Boye-Stiftung, die er mit 5000 Goldmark dotierte, um den örtlichen Kindergarten erhalten zu können. In Schönberg ist die Johannes-Boye-Straße nach ihm benannt.